# Bussecz
Bussecz w roku 1374 jako Bussecz, w roku 1476 jako silva Buzecz – wieś, dziś nie istnieje, znajdowała się na północ od klasztoru świętokrzyskiego, na północny zachód od Wólki Milanowskiej i na północ od Lechowa, zapewne na północnych stokach Wału Małacentowskiego (okolice miejscowości Małacentów i po drugiej stronie wału Zamkowej Woli i Paprocic), na północ od przysiółka Poddębie. Obecnie Powiat kielecki, gmina Łagów.

## Podległość administracyjna świecka i kościelna
Powiat sandomierski, parafia nieznana.

## Własność
Duchowna – klasztor świętokrzyski.

## Topografia, granice miejscowości, obiekty fizjograficzne
W roku 1374 granice Raszkowic (dziś wieś także nieistniejąca) rozciągają się od ścieżki wsi Lechówek do Bussecza.
W roku 1476 granica między posiadłościami biskupa krakowskiego i klasztoru świętokrzyskiego przebiega między innymi od ścieżki zwanej Lechowska na północ od potoku Grdzonów, a stąd przez las Bussecz na wschód i tu w Busseczu., na końcu Senna, znajduje się kopiec graniczny, stąd zaś granica wiedzie do klucza Brokowskiego biskupstwa włocławskiego.
W XVI w. na miejscu wsi Bussecz i Zerzęcin powstały wsie Budzyń i Paprocice.